# 地動儀

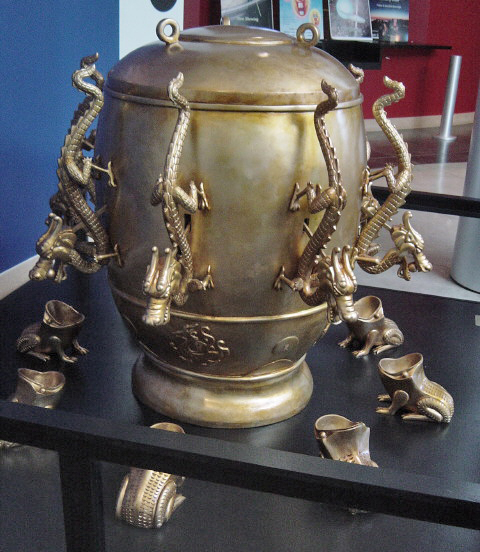
地動儀（想像された模型）

地動儀（ちどうぎ）は、中国後漢の張衡が132年（陽嘉元年）に考案した世界最古とされる地震計（感震器）。正しくは候風地動儀という。

## 概観
銅製で外形は酒がめに似ており直径は8尺（約184cm）。円筒の周囲8方向に突起した竜が配置され、そのそれぞれの口には球を含んでいる。円筒中にある都柱（倒立振子の類と推定される）が地震に従って動き発生方向の1つの竜の口から球が転落する。その下で口を開けて上を向いた蟾蜍（ヒキガエル）の口の中に入り、大きな音を発し震央の方角を知らせるようになっていた。人々は地動儀のこのような外観を「がま、竜を弄る」と形容したという。
内部は8方向に向かうクランクと掛外しの装置が存在し、中心の倒立振子の変位を伝える仕組みになっていたとされている。後漢書張衡傳にはこの地動儀の性能を表す逸話として、「かつて（地動儀の）竜が鳴いたが揺れを感じることは無かった。都の学者達はことごとく地震の兆しがないことを怪しんだ。数日後に洛陽の都に使者が来て隴西郡での地震の発生が報告された。これにより皆その優秀さに服従した。」との記述がある。 また、日本の平安時代の学者である菅原道真は870年（貞観12年）の方略試（官吏登用試験）において、「地震を弁ぜよ」という問いに対して「彼漢の張衡が之機巧」と地動儀を引用して回答している。

## 後世の再現

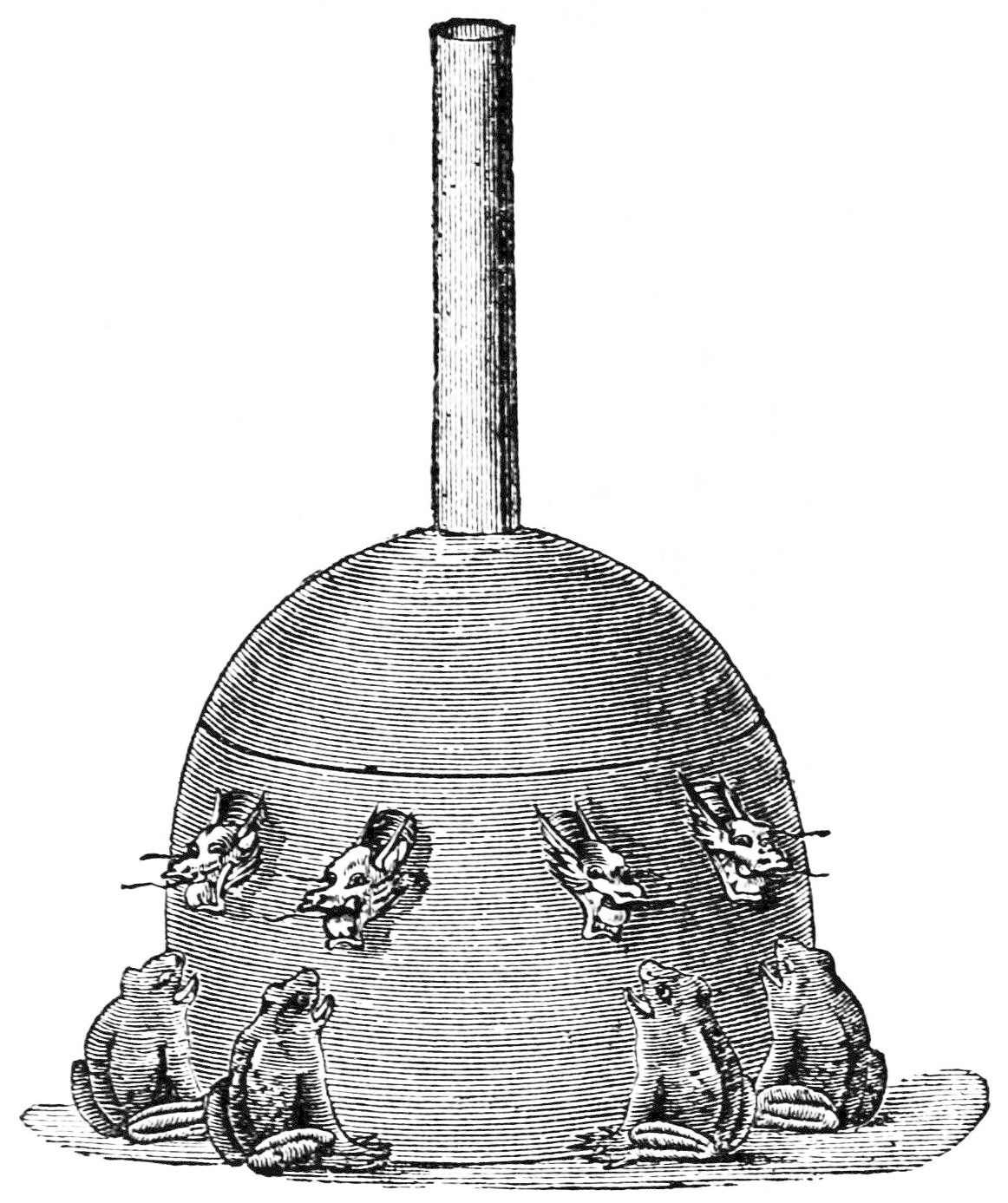
ミルンの考察した地動儀

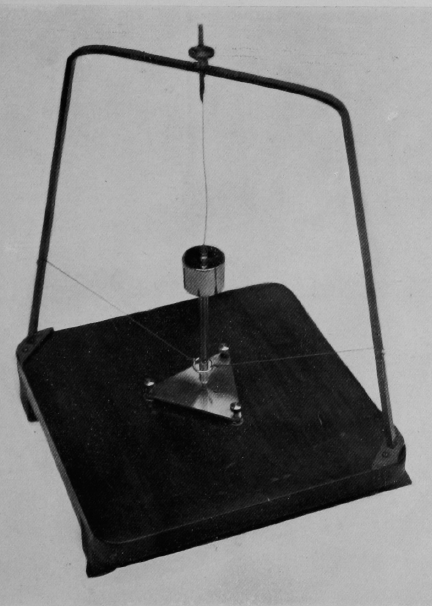
今村による倒立振子を用いた内部構造の再現

日本ではジョン・ミルンや王振鐸による地動儀の推定が知られていた。1936年（昭和11年）に、地動儀の発明1800年を記念して今村明恒と石本巳四雄の両名により、地動儀の複製、張衡の経歴業績を調査して公表することなどが申し合わされた。今村が後漢書の記述とミルンの著作を比較検討したところ、ミルンの著作には数々の誤りが見つかった。今村はミルンの著作に対して「全文誤りで充たされているといってもよいくらいに誤りが多いのである。」とまで述べている。ミルンや王は「都柱」を吊り振子と考えていたが、日本の地震研究所では当説を採用せず、「都柱」を倒立振子と仮定して内部構造に採用し、外観は1875年（明治8年）に文部省の服部一三が描かせたものを採用した。これらを元に地震研究所で動作する複製が作成された。今村は動作は極めて良好であったと述べている。
また、中国においても日本のものとは外見および内部構造が異なる地動儀が復元されている。

### 註釈
1. ↑  文学博士の大山正雄は地動儀の竜は天の意思を表す天子であり、くわえている球は天の啓示を、蛙はその天の意思を受け止め地上世界に伝える要石的な役割があると推定している[1]。
2. ↑  ミルンの著作では地動儀の創作年が西暦136年となっていたため、1936年にこの記念事業は企画されたが、張衡の経歴を調べたところ創作年は132年の誤りであることが判明している[2]。